# Área libre de la República de China

Mapa que muestra el área libre de la República de China (en púrpura) y los territorios que reclama el gobierno de la República de China.

Área libre de la República de China (chino tradicional: 中華民國自由地區) es una descripción legal y política que refiere a los territorios de la República de China en el control de su gobierno. Corresponde generalmente a grupos de la isla de Taiwán, Penghu, Kinmen y Matsu. El «área libre» es un término sinónimo de «área de Taiwán» (臺灣地區/台灣地區), que se utiliza en los contextos económico, comercial y los intercambios migratorios.